# Bohemians Praha 1905
Bohemians Praha 1905 je český profesionální fotbalový klub, sídlí v pražských Vršovicích a je všeobecně uznávaným pokračovatelem fotbalového klubu existujícího pod názvy SK Kotva (od roku 1895), AFK Vršovice (od roku 1905) a Bohemians (od roku 1927). O název a nástupnictví se vedly právní spory od roku 2005, kdy klubu hrozil kvůli finančním problémům zánik.
Největšími úspěchy klubu jsou účast v semifinále Poháru UEFA v sezóně 1982/83, vítězství v Československé lize v téže sezóně 1982/83 a vítězství v Českém poháru v roce 1982.
Klub má dlouhodobou rivalitu s týmem SK Slavia Praha (viz Vršovické derby).

## Historie

### Začátky
V roce 1895 vznikl ve Vršovicích, v té době malé vesnici poblíž Prahy, sportovní kroužek Kotva, kde mladí lidé (sdružení čítalo 17 členů) provozovali zejména cyklistiku a kopanou. Není známá žádná oficiální registrace tohoto sdružení z té doby, ale bez ní mohlo jen těžko vyvíjet nějakou činnost v Rakouském mocnářství. Již v té době byly klubové barvy zelená a bílá.
Protože Český svaz fotbalový (vznikl 1901), který právě žádal o přijetí do FIFA, potřeboval mít v Čechách co nejvíce fotbalových klubů, podal SK Kotva v roce 1905 přihlášku do svazu. Ještě téhož roku se přejmenoval a do svazu již vstoupil (16. prosince 1905, jako 14. člen ČSF) sportovní klub AFK Vršovice (Atletický a fotbalový klub Vršovice). Ten již měl stanovy odpovídající zákonu a byl tedy schválen a zaknihován na c. k. místodržitelství v Praze. I přes protesty Rakouska se Český svaz fotbalový stal v roce 1906 prozatímním členem FIFA.
Při svém oficiálním vzniku měl již klub 86 členů (z toho stále ještě 9 původních hráčů z roku 1895) a řídil chod čtyř mužstev. V roce 1906 byla svolána první valná hromada do hostince „U Bohatů“ (v dnešní Donské ulici). Na této schůzi byl zvolen první známý výbor klubu, předseda (Hynek Počta) s místopředsedou (J. Brzobohatý).
Největší potíží malého venkovského klubu byla absence vlastního hřiště. Žádost o dar v podobě pozemku na hřiště (po několika vítězstvích nad předními pražskými celky) byla vršovickou obcí zamítnuta, dokonce s poukazem, aby si ti „kopálisti našli jinou, užitečnou zábavu, než kopat do mičudy, ať se raději dají do kopání a zarovnání kopce Bohdalce…“. Nedělními cestami po českém venkově a propagací fotbalu se alespoň vršovičtí zasloužili o založení mnoha nových mužstev. Až v roce 1912 získali první mecenáše (firma Waldes a Občanská záložna ve Vršovicích) a 19. srpna 1914 bylo slavnostně otevřeno nové hřiště. To se ale nenacházelo na místě dnešního stadionu u Botiče, ale na místě dnešního nedalekého Ministerstva životního prostředí. Nazýváno ale již bylo Ďolíček.
Nové hřiště se projevilo zvýšenou aktivitou fotbalistů, ale i jiných sportovců. Vršovický AFK se stal jedním z předních českých klubů. Světová válka sice přinesla útlum, ale v roce 1916 získal AFK Pohár dobročinnosti. O rok později přivítaly Vršovice prvního zahraničního soupeře (Simmeringer SC). Se soupeřem sice prohrály 1:3 (polovina hráčů bojovala v zákopech, šest hráčů prvního mužstva ve válce padlo), ale později začali fotbalisté AFK šířit slávu československé kopané i v zahraničí (po Evropě).

### První mezinárodní zápasy
1921
- 7:0  SC Seelestadt, Štrasburk
- 6:0  Komb. XI. Red Star Paříž a Racing Štrasburg, Štrasburk
- 8:1  Les Cigognes, Štrasburk
- 4:1  Pfeil Norimberk, Praha
- 5:1  Victoria Berlín, Praha
- 6:2  Maastrichsche VV, Praha
- 1:1  Rudolfshügel SV Vídeň, Praha

1922
- 4:1  SC Seelestadt, Štrasburk
- 0:1  Red Star Paříž, Paříž
- 3:0  Olympic Paříž, Paříž
- 4:0  Racing Club Štrasburg, Štrasburk
- 4:1  SSA Štrasburg, Štrasburk
- 3:1  CAS Generaux Paříž, Lutych
- 1:2  Standard Club Lutych, Lutych
- 1:2  Norimberk FV, Praha

1923
- 4:1  Lipsko SV, Praha
- 2:0  Sparta Rotterdam, Praha
- 4:3  NAC Breda, Breda

1924
- 5:5  ISC Sonnenberg, Sonnenberg
- 2:0  ISC Sonnenberg, Sonnenberg
- 0:0  Komb. XI. Auscha – Steinach, Steinach
- 1:2  Lipsko SV, Lipsko
- 1:4  Wacker Mnichov SC, Mnichov
- 3:2  Schwaben Augsburg, Augsburg

1925
- 7:4  Jugoslávie, Praha
- 3:0  Tuffnell Park Londýn, Praha
- 2:1  LSK Pogoň Lvov, Lvov
- 1:2  LSK Pogoň Lvov, Lvov
- 3:2  Wisla Krakov, Krakov
- 1:0  Beogradski SK, Bělehrad
- 3:1  Jugoslávie, Bělehrad
- 4:4  Komb. XI. Nového Sadu, Novi Sad
- 2:1  Sarajevski SK, Sarajevo
- 1:2  Hajduk Split, Split
- 0:4  Hajduk Split, Split

1926
- 4:6  Slovan Vídeň, Praha
- 5:4  Wiener Sport-Club, Praha
- 4:1  Sand Subotica, Subotica
- 7:0  Sportski Subotica, Subotica

### Legendární zájezd
V roce 1927 přišla nabídka z Austrálie. Funkcionáři Slavie a Viktorie Žižkov nevěřili v uskutečnění, a vzdali se zájezdu ve prospěch AFK Vršovice. Dne 6. dubna 1927 odjela výprava pod názvem Bohemians na slavný zájezd do Austrálie, po kterém zbylo vršovickým nové jméno (AFK Bohemians) a klokan ve znaku.
Před odjezdem Vršovičtí fotbalisté hledali vhodný název, AFK Vršovice by byl pro obyvatele Austrálie nevyslovitelný. Nakonec byl zvolen název Bohemians – Češi, který připomínal zemi, odkud zelenobílí hráči pocházeli.

#### Výprava
Zájezdu se účastnilo 16 hráčů a dva funkcionáři klubu:
- Brankáři: Antonín Kulda, Josef Šejbl
- Obránci: František Krejčí, Antonín Kašpar, Jaroslav Kučera
- Záložníci: Jaroslav Průšek, Václav Pinc (kapitán), František Hochmann II, Jan Eisner
- Útočníci: Jan Wimmer, Jan Knížek, Antonín Mašat, Oldřich Havlín, František Špic, Václav Rubeš a Jaroslav Hübš-Javornický
- Funkcionáři: hlavní vedoucí výpravy Zdislav Práger a mezinárodní sekretář Zdeněk Kalina

#### Zápasy na zájezdu
- 4:2  XI. British Army, Kolombo (Cejlon)
- 11:3  Západní Austrálie, Perth
- 6:4  Západní Austrálie, Perth
- 11:1  Jižní Austrálie, Adelaide
- 2:1  Repr. XI. Austrálie, Adelaide
- 1:0  Victoria Melbourne, Melbourne
- 4:1  Repr. XI. Austrálie, Melbourne
- 9:0  XI. Wagga-Wagga, Wagga-Wagga
- 4:5  Nový Jižní Wales, Sydney
- 2:1  Illawara District, Wollongong
- 4:3  XI. Walesu, Newcastle
- 6:4  Austrálie, Sydney
- 2:3  Austrálie, Brisbane
- 5:5  Austrálie, Brisbane
- 1:3  Maitland, Maitland
- 5:3  Quensland, Ipswich
- 5:3  Metropolis, Sydney
- 4:4  Austrálie, Sydney
- 3:2  Západní Austrálie, Perth

#### Význam zájezdu
Před odjezdem z tehdejšího Wilsonova nádraží se s fotbalisty přišly rozloučit snad celé Vršovice, ale i fandové z celé Prahy. V projevech na rozloučenou také zaznělo: „Vaše výprava z pražského předměstí jest nejdelší cestou československých sportovců. Bude trvat téměř pět měsíců. A budete se bít za čest a vlajku nejen svého klubu, ale celého československého sportu, ba celého národa. A my doma pevně doufáme, že nás Vršovice nezklamou.“
Zájezd byl nakonec úspěšný jak sportovními výsledky (19 zápasů, 14 výher, 2 remízy a pouze 3 prohry), tak i společensky. Většina Australanů se teprve po příjezdu dozvěděla o existenci Československa. Velkou propagaci relativně nového státu zajistil místní tisk.
Velké oslavy byly uspořádány po příjezdu fotbalistů ve Vršovicích, ale probíhaly i po cestě fotbalistů do Prahy. Triumfální návrat byl 30. července symbolizován zaplněnými peróny fanoušky a muzikanty ve všech stanicích, kudy se fotbalisté z Vršovic vraceli.
Ze zájezdu přivezli vršovičtí fotbalisté párek klokanů. Klokany věnoval ministr veřejných záležitostí Queenslandu prezidentu T. G. Masarykovi. Ten je od Bohemians přijal pouze symbolicky, vzápětí je daroval zpět do Vršovic, do Grébovky. Nový maskot a znak klubu je součástí klubu dodnes.

### Dannerův stadion (1932)

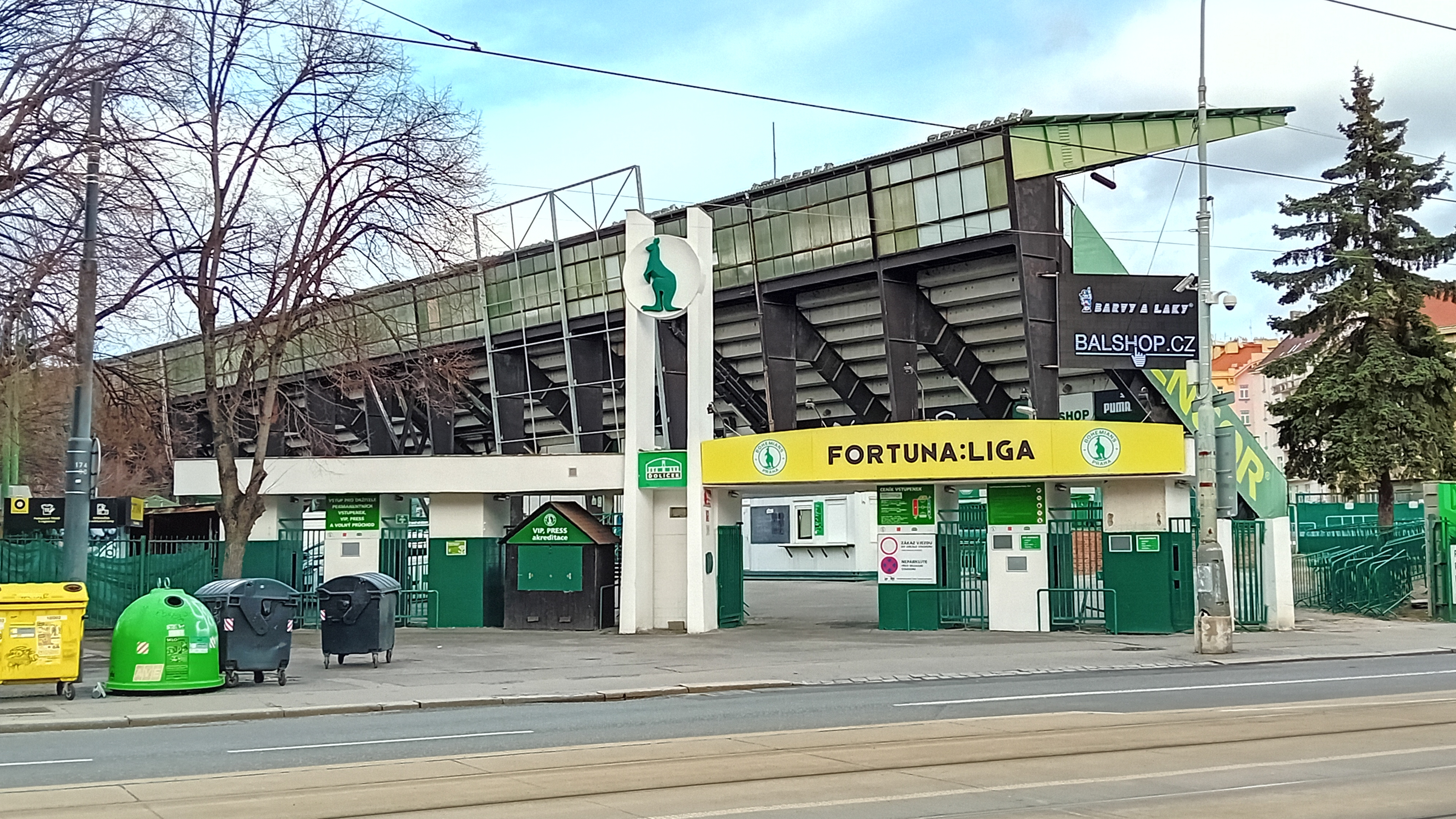
Stadion v Ďolíčku

Dannerův stadion (přezdíván Dolíček nebo Ďolíček) byl slavnostně otevřen pět let po historickém zájezdu do Austrálie 27. března 1932 zápasem se Slavií a na tribuny tehdy přišlo 18 tisíc fanoušků.
Stadion byl pojmenován podle Zdeňka Dannera (1888–1936), tehdejšího ředitele Vršovické záložny a předsedy Bohemky, který se o jeho vznik významně zasloužil.
V roce 1943 a 1944 hrál na tomto stadionu své prvoligové zápasy také další klub SK Nusle ze sousedních Nuslí.

### Změny názvů (1940–1965)
V roce 1940 změnil klub název z Bohemians na Bohemia, který byl jakžtakž přijatelný i pro německé okupanty. Na konci války byl stadion u Botiče částečně zničen při únorovém bombardování Prahy. Po válce se název vrátil, ale ne na dlouho. Již po únorovém komunistickém puči se název měnil na Železničáři Praha, později na Spartak Praha Stalingrad a poté na ČKD Praha. Název Bohemians se vrátil až roku 1965. Celou tuto éru provázely sestupy a postupy mezi první a druhou ligou.
Až na konci padesátých let se klub na delší dobu (sedm ročníků v letech 1958–1965) usadil v lize první.
V roce 1963 začal pro fanoušky ke každému zápasu vycházet magazín Klokan. V roce 1965 byl založen Klokanklub, prvním předsedou se stal známý herec Jiří Vala.

### Nahoru dolů (1965–1973)
Sice již s původním názvem, ale období let 1965–1973 bylo, stejně jako to předchozí, charakterizováno sestupy a postupy mezi první a druhou ligou.

### Začátek nejlepšího období (od roku 1973)
Zatím nejlepší období Bohemians nastalo po sezóně 1972/73. Družstvo Bohemians se natrvalo usadilo v 1. lize. V roce 1972 převzal družstvo trenér Musil, který vytáhl tým do 1. ligy a jeho práce (do roku 1977) byla základem úspěchů v 80. letech. Již v sezóně 1974/75 se Bohemka umístila na třetím místě, v roce 1979 (již pod legendárním Pospíchalem, který tým svou prací ještě víc pozdvihl) následovalo 4. místo. V té době se v Ďolíčku začali objevovat hráči, které znají příznivci Bohemians dodnes.
V letech 1980–1982 byla Bohemka 3× v tabulce třetí, 2× se dostala do finále Českého poháru a v sezóně 1981/82 ho dokonce vyhrála. Následovala legendární sezóna 1982/83...

### Zlatá sezóna (1982/83)

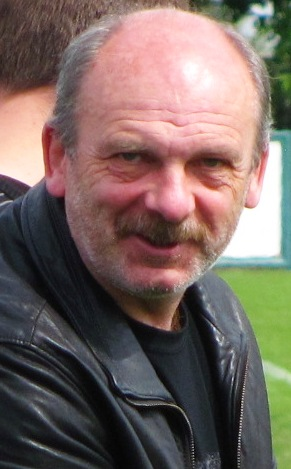
Stanislav Levý

Sezóna byla vlastně až na výsledky dost smolná. Trenér Pospíchal měl zdravotní problémy (zápasy vedl asistent Zadina), marodka byla stále plná. Pro hráče Bohemians to byla také obrovská zátěž: Pohár UEFA, reprezentace, Český pohár, liga. Přesto hrála Bohemka nebývale novým stylem s velkým nasazením.
V poháru UEFA se v tomto ročníku Bohemka stala prvním československým týmem, který se probojoval do semifinále. Přešla přes Admiru Vídeň, St. Etienne, Servette Ženeva a Dundee. Až v semifinále nestačila na RSC Anderlecht. Při odvetném zápase na známém Heyselově stadionu (tragédie nastala o dva roky později) hrála v sestavě: Z. Hruška – Jakubec, Prokeš, Bičovský, Levý – Chaloupka, Zelenský, Koukal – Mičinec, Čermák, V. Hruška.
Tehdejší trenér reprezentace František Havránek, ústřední trenér československé fotbalové reprezentace v letech 1978–1984, začal stavět národní družstvo převážně na výkonech klokanů. Hned v prvním zápase kvalifikace (Kypr) hrálo 8 klokanů a další tři se do nominace nedostali kvůli zraněním.
V Českém poháru se hráči Bohemians dostali po předchozím vítězství „pouze“ do finále, kde prohráli s armádní Duklou.
Vítězství v lize sledovalo v sezóně 1982/83 v Ďolíčku při každém utkání přes 10 000 diváků. Pavel Chaloupka se stal se 17 góly králem ligových střelců. Při vyhlašování ankety Fotbalista roku bylo v první desítce 5 hráčů Bohemky. Přispěla k tomu i nebývalá konkurence na každém postu a obrovské nasazení hráčů. Cesta, kterou začal trenér Musil a rozvinuli trenéři Pospíchal se Zadinou, dospěla ke zlatému cíli.
Tehdejší popularita např. vedla podnik Sfinx k výrobě zelených mentolových bonbonů pod názvem Klokanky. Ty se vyrábějí dodnes.

### Od titulu ke konci ČSSR (1983–1993)
I po zisku titulu patřilo Bohemians k předním týmům československé ligy. V následujících čtyřech letech se Bohemka umístila v lize na 3., 2., 5. a 3. místě. Nejlepší období se ale chýlilo ke konci. Výjimkou byl revoluční ročník 1989/90, kdy získala 4. místo, ale blížil se konec republiky. V sezóně 1992/93 (15. místo) se Bohemians zachránilo v nejvyšší lize až v baráži.

### Samostatná česká liga (od roku 1993)
To, co se díky rozdělení republiky vyhnulo Bohemians v sezóně 1992/93, bohužel nastalo na jaře roku 1995. Sestup do 2. ligy. A problémům nebyl konec.

### Problémy z roku 2005
V roce 2005 klubu hrozil kvůli finančním problémům zánik, přišel dokonce i o profesionální licenci, ale majitelem se stala nově vzniklá akciová společnost AFK Vršovice, na kterou fotbalový svaz převedl všechna práva i závazky; tato transakce byla podstatou několika soudních sporů ze strany Michala Vejsady, majitele původních FC Bohemians Praha. Zároveň došlo ke sporu o název Bohemians, protože si jej spolu s logem od společnosti TJ Bohemians Praha pronajal na sezóny 2005/06 a 2006/07 klub FC Střížkov Praha 9. „Klokani“ jsou známí věrností svých fanoušků, kteří, když byl klub finančně ohrožen, uspořádali sbírku a založili Družstvo fanoušků Bohemians. Celková částka vybraných peněz dosáhla 3 800 000 Kč, z toho 2 800 000 Kč byly věnovány klubu Bohemians 1905 v srpnu 2005, další částky pak v následujícím období.
Na konci března 2007 vstoupila do klubu jako majoritní vlastník společnost CTY Group, která zároveň vyřešila otázku vlastnictví stadionu Ďolíček odkupem 100 % podílu společnosti Bohemians Real – dosavadního vlastníka pozemku a stadionu. Akcionářská struktura Bohemians 1905 k 18. srpnu 2009: 51,2 % CIFI Football (CTY Group), 25 % CU Bohemians (mládež), 10,2 % Družstvo fanoušků Bohemians, 9 % Dariusz Jakubowicz (Barvy a Laky Hostivař, majetkově napojeno na CTY Group), zbylá část byla v držení několika fyzických osob.
25. května 2009, po 4 letech sporů, rozhodl Úřad průmyslového vlastnictví, že klub Bohemians 1905 má jako jediný v České republice právo užívat pro sportovní účely tradiční znak klokana a název „Bohemians“, načež klub vyzval střížkovský klub FK Bohemians Praha, aby jich přestal užívat. Dne 1. dubna 2011 však Městský soud v Praze rozhodl o tom, že smlouva o převodu nástupnických práv z FC Bohemians Praha není platná. Rozhodnutí nebylo pravomocné a po odvolání měl ve věci rozhodnout Vrchní soud v Praze.[ujasnit]
Na sezóny 2010/11 a 2011/12 se musel A tým rozhodnutím vedení klubu a většiny majitelů přestěhovat do Synot Tip Arény. Proti tomuto kroku se z pozice akcionářů postavilo Družstvo fanoušků Bohemians a Jiří Dienstbier. Nesouhlas fanoušků s přesunem na nový stadion se projevil dvoutřetinovým propadem prodeje permanentních vstupenek a třetinovými návštěvami oproti předchozím ročníkům. Družstvo fanoušků Bohemians spustilo sbírku na odkup původního Ďolíčku z rukou CTY. Společně s fanoušky Slavie Praha založili fanoušci Bohemians 1905 politické hnutí Desítka pro domácí, které kandidovalo do komunálních voleb na podzim 2010 a získalo 3 mandáty v zastupitelstvu Prahy 10.

### Návrat do 1. ligy
Sezónu 2012/13 strávilo Bohemians ve druhé lize pod trenérem Weberem. Toho na jaře 2013 vystřídal Luděk Klusáček – postup do 1. ligy.
V sezoně 2013/14 vyvinul klub iniciativu Zelenobílý svět, jejímž cílem bylo navázání spolupráce s dalšími fotbalovými celky se stejnými klubovými barvami. Prvním partnerem byl litevský Žalgiris Vilnius, který do Bohemians zapůjčil pro jarní část sezony dva své hráče – Mantase Kuklyse a Egidijuse Vaitkūnase.
Po odchodu trenéra Luďka Klusáčka se jeho nástupcem 5. června 2014 stal Roman Pivarník. Po dlouhé době trenér, který u mužstva vydržel delší dobu, na konci května 2016 však podepsal smlouvu s úřadujícím mistrem Synot ligy FC Viktoria Plzeň. Jeho nástupcem byl plzeňský Miroslav Koubek. Od dubna 2017 do října 2019 zastával funkci trenéra Martin Hašek.

### Klokani doskákali do Evropy
V sezoně 2022/23 nastoupili Bohemians v čele s trenérem Jaroslavem Veselým, který po záchraně klubu z Vršovic dostal kontrakt na následující sezonu. Bohemians se během celé sezony udržovali na špici tabulky, což bylo, vzhledem k jejím výsledkům z předchozích sezon, velkým překvapením. Sezona 2022/23 se stala pro Bohemians historickou, protože skončili na konečném 4. místě a po 32 letech se kvalifikovali do evropských pohárů – konkrétně do Evropské konferenční ligy UEFA.
V sezóně 2023/2024 hrál Bohemians své zápasy kvalifikace EKL UEFA v epet ARÉNĚ, protože stadion Ďolíček nevyhovoval podmínkám UEFA.

### Evropská sezona
Před prvním kolem tuzemské nejvyšší fotbalové soutěže bylo oznámeno, že trenér Jaroslav Veselý uzavřel s Bohemians smlouvu na následující tři roky. Následně v prvním kole v Pardubicích Bohemians vyhráli 1:0. Dne 27.7.2023 hráli Bohemians 2. předkolo Evropské konferenční ligy UEFA s norským týmem FK Bodø/Glimt v Norsku s výsledkem 3:0 pro domácí, následně o týden později, 3. 8. 2023 v azylu na holešovickém stadionu Sparty Praha ePET Arena hráli Bohemians odvetu, ve které prohráli 4:2 a s konečným výsledkem z obou zápasů 7:2 tak z 3. předkola Evropské konferenční ligy UEFA vypadli. Branky Bohemians vstřelili hráči Jan Matoušek a Antonín Křapka.

## Příznivci
Pražský fotbalový klub Bohemians Praha 1905 si od svého založení v roce 1905 vybudoval silnou základnu podporovatelů a fanoušků. Příznivci klubu jsou tradičně třetí nejpočetnější skupinou v rámci fotbalových fanoušků v Praze.

## Úspěchy A–týmu
| Domácí medaile (2) |
| - Československá nejvyšší fotbalová soutěž (1× vítěz) - – TJ Bohemians ČKD Praha: 1982/83 - – TJ Bohemians ČKD Praha: 1984/85 - – AFK Vršovice: 1927; AFK Bohemians: 1930/31, 1931/32; Železničáři Praha: 1949, 1950; TJ Bohemians ČKD Praha: 1974/75, 1979/80, 1980/81, 1981/82, 1983/84, 1986/87 - Český fotbalový pohár (1× vítěz) - – TJ Bohemians ČKD Praha: 1981/82 |
| Menší úspěchy |
| - Interpohár (5× vítěz) - – TJ Bohemians ČKD Praha: 1979, 1980, 1982, 1983, 1984 - Středočeský pohár (1× vítěz) - – AFK Bohemia: 1942 - Perleťový pohár (5× vítěz) - – DSO Spartak Praha Stalingrad: 1956, 1957; Bohemians 1905: 2004, 2011; Bohemians Praha 1905: 2013 - Zimní turnaj Tatry Smíchov (5× vítěz) - – TJ Bohemians ČKD Praha: 1969/70, 1975/76, 1983, 1984, 1986 - Tipsport liga (2× vítěz) - – FC Bohemians Praha: 1998; Bohemians Praha 1905: 2014 - Fortuna Víkend šampionů (2× vítěz) - – Bohemians Praha 1905: 2007, 2009 |

## Historické názvy
- 1895 – SK Kotva (Sportovni kroužek Kotva)
- 1905 – AFK Vršovice (Atletický fotbalový klub Vršovice)
- 1927 – AFK Bohemians (Atletický fotbalový klub Bohemians)
- 1940 – AFK Bohemia (Atletický fotbalový klub Bohemia)
- 1945 – AFK Bohemians (Atletický fotbalový klub Bohemians)
- 1948 – Železničáři Praha
- 1953 – DSO Spartak Praha Stalingrad (Dobrovolná sportovní organizace Spartak Praha Stalingrad)
- 1961 – TJ ČKD Praha (Tělovýchovná jednota Českomoravská-Kolben-Daněk Praha)
- 1965 – TJ Bohemians ČKD Praha (Tělovýchovná jednota Bohemians Českomoravská-Kolben-Daněk Praha)
- 1993 – FC Bohemians Praha (Football Club Bohemians Praha)
- 1999 – CU Bohemians Praha
- 2002 – FC Bohemians Praha (Football Club Bohemians Praha)
- 2005 – Bohemians 1905
- 2013 – Bohemians Praha 1905, a.s. (Bohemians Praha 1905, akciová společnost)

## Soupiska
| #  | Pozice | Hráč                 |
| -- | ------ | -------------------- |
| 3  | O      | Matěj Kadlec         |
| 7  | Z      | Aleš Čermák          |
| 7  | O      | Matěj Hybš           |
| 9  | Ú      | Abdalláh Júsuf Hilál |
| 10 | Ú      | Jan Matoušek         |
| 12 | B      | Michal Reichl        |
| 13 | Z      | Vladimír Zeman       |
| 17 | Z      | Martin Hála          |
| 18 | O      | Denis Vala           |
| 19 | Z      | Jan Kovařík          |
| 20 | Ú      | Václav Drchal        |
| 22 | O      | Jan Vondra           |
| 23 | B      | Tomáš Frühwald       |

| #  | Pozice | Hráč             |
| -- | ------ | ---------------- |
| 24 | Z      | Dominik Pleštil  |
| 25 | O      | Peter Kareem     |
| 27 | O      | Adam Kadlec      |
| 28 | O      | Lukáš Hůlka      |
| 41 | Z      | Nelson Okeke     |
| 42 | Z      | Vojtěch Smrž     |
| 70 | Z      | Šimon Černý      |
| 71 | B      | Jakub Šiman      |
| 77 | Ú      | Milan Ristovski  |
| 88 | Z      | Robert Hrubý     |
|    | O      | Ondřej Kukučka   |
|    | Z      | Vlasij Siňavskij |
|    | Z      | Benson Sakala    |

### Změny v kádru v letním přestupovém období 2025–2026
| Příchody |          |                  |     |                   |           |
| Poz.     | Nár.     | Hráč             | Věk | Odkud přišel      | Typ       |
| Z        | Estonsko | Vlasij Siňavskij | 28  | 1. FC Slovácko    | přestup   |
| Z        | Zambie   | Benson Sakala    | 28  | FK Mladá Boleslav | přestup   |
| O        | Česko    | Ondřej Kukučka   | 21  | AC Sparta Praha   | hostování |

| Odchody |       |                 |     |                |               |
| Poz.    | Nár.  | Hráč            | Věk | Kam odešel     | Typ           |
| O       | Česko | Antonín Křapka  | 31  | FC Zlín        | přestup       |
| Z       | Česko | Vojtěch Novák   | 23  | MFK Ružomberok | přestup       |
| Z       | Česko | Jan Shejbal     | 31  | MFK Chrudim    | přestup       |
| Z       | Česko | Josef Jindřišek | 44  | FK Velké Hamry | přestup       |
| Z       | Česko | Ondřej Petrák   | 33  | SK Zápy        | konec smlouvy |
| Z       | Česko | Martin Dostál   | 35  | Česko          | konec kariéry |
| B       | Česko | Roman Valeš     | 35  | Česko          | konec smlouvy |
| B       | Česko | Lukáš Soukup    | 30  | Česko          | konec smlouvy |

### B-tým
Soupiska rezervního týmu, který nastupuje v ČFL
| #  | Pozice | Hráč             |
| -- | ------ | ---------------- |
| 1  | B      | Roman Valeš      |
| 2  | Z      | Jakub Hausman    |
| 3  | O      | Matyáš Braný     |
| 4  | O      | Josef Petrouš    |
| 5  | O      | Daniel Salač     |
| 6  | Z      | Darek Farkaš     |
| 7  | Z      | Matěj Šurýn      |
| 8  | Z      | Denis Pomahač    |
| 9  | Ú      | Tomáš Liška      |
| 10 | Z      | Tomáš Bělaška    |
| 12 | O      | Radek Janovský   |
| 15 | Z      | Jakub Kratochvíl |

| #  | Pozice | Hráč             |
| -- | ------ | ---------------- |
| 17 | Z      | Alex Bui         |
| 18 | Z      | Oleksandr Koval  |
| 19 | Ú      | Matyáš Nechvátal |
| 20 | Z      | Michael Ředina   |
| 21 | B      | Lukáš Soukup     |
| 22 | B      | Jakub Kerbach    |
| 23 | Z      | Giorgi Meskhi    |
| 24 | O      | Martin Doležal   |
| 55 | O      | David Bartek     |
| 66 | Z      | Oliver Mikuda    |
| 77 | O      | Kristián Koval   |
| 88 | O      | Adam Bárta       |

## Umístění v jednotlivých sezonách
Stručný přehled
Zdroj:
- 1918–1924: Středočeská 1. třída
- 1925: Asociační liga
- 1925–1926: Středočeská 1. liga
- 1927: Kvalifikační soutěž
- 1927–1929: Středočeská 1. liga
- 1929–1934: 1. asociační liga
- 1934–1935: Státní liga
- 1935–1940: Středočeská divize
- 1940–1944: Národní liga
- 1945–1946: Státní liga – sk. A
- 1946–1948: Státní liga
- 1949–1950: Celostátní československé mistrovství
- 1951: Mistrovství československé republiky
- 1952: Krajský přebor – sk. A
- 1953: Celostátní československá soutěž – sk. A
- 1954: Přebor československé republiky
- 1955: Celostátní československá soutěž – sk. A
- 1956–1958: 2. liga – sk. A
- 1958–1965: 1. liga
- 1965–1966: 2. liga – sk. A
- 1966–1968: 1. liga
- 1968–1969: 2. liga – sk. A
- 1969–1970: 1. liga
- 1970–1973: 2. liga
- 1973–1993: 1. liga (ČSR)
- 1993–1995: 1. liga (ČR)
- 1995–1996: 2. liga
- 1996–1997: 1. liga
- 1997–1999: 2. liga
- 1999–2003: 1. liga
- 2003–2005: 2. liga
- 2005–2006: Česká fotbalová liga
- 2006–2007: 2. liga
- 2007–2008: 1. liga
- 2008–2009: 2. liga
- 2009–2012: 1. liga
- 2012–2013: Fotbalová národní liga
- 2013– : 1. liga

Jednotlivé ročníky
Zdroj: 
Legenda: Z – zápasy, V – výhry, R – remízy, P – porážky, VG – vstřelené góly, OG – obdržené góly, +/- – rozdíl skóre, B – body, červené podbarvení – sestup, zelené podbarvení – postup, fialové podbarvení – reorganizace, změna skupiny či soutěže
Poznámka: Až do roku 1918 se v Čechách a v Praze nehrály pravidelné soutěže. Hrálo se jen pohárově a o mistrovství Svazu vylučovacím systémem. 
| Československo (1918 – 1938)             |                                                        |                                                        |                                                        |                                                        |                                                        |                                                        |                                                        |                                                        |                                                        |                                                        |                                                        |             |
| Sezóna                                   | Liga                                                   | Úroveň                                                 | Z                                                      | V                                                      | R                                                      | P                                                      | VG                                                     | OG                                                     | +/-                                                    | B                                                      | Pozice                                                 | Český pohár |
| 1918                                     | Středočeská 1. třída                                   | –                                                      | ...                                                    | ...                                                    | ...                                                    | ...                                                    | ...                                                    | ...                                                    | ...                                                    | ...                                                    | 3.                                                     |             |
| 1919                                     | Středočeská 1. třída                                   | –                                                      | 8                                                      | 3                                                      | 0                                                      | 5                                                      | 18                                                     | 19                                                     | -1                                                     | 6                                                      | 6.                                                     |             |
| 1920                                     | Středočeská 1. třída                                   | –                                                      | 11                                                     | 6                                                      | 3                                                      | 2                                                      | 20                                                     | 14                                                     | +6                                                     | 15                                                     | 2.                                                     |             |
| 1921                                     | Středočeská 1. třída                                   | –                                                      | 11                                                     | 5                                                      | 2                                                      | 4                                                      | 27                                                     | 26                                                     | +1                                                     | 12                                                     | 5.                                                     |             |
| 1922                                     | Středočeská 1. třída                                   | –                                                      | 13                                                     | 6                                                      | 0                                                      | 7                                                      | 23                                                     | 27                                                     | -4                                                     | 12                                                     | 6.                                                     |             |
| 1923                                     | Středočeská 1. třída                                   | –                                                      | 15                                                     | 6                                                      | 2                                                      | 7                                                      | 26                                                     | 28                                                     | -2                                                     | 14                                                     | 10.                                                    |             |
| 1924                                     | Středočeská 1. třída                                   | –                                                      | 9                                                      | 4                                                      | 1                                                      | 4                                                      | 18                                                     | 14                                                     | +4                                                     | 9                                                      | (12.)                                                  |             |
| 1925                                     | Asociační liga                                         | 1                                                      | 9                                                      | 3                                                      | 0                                                      | 6                                                      | 19                                                     | 25                                                     | -6                                                     | 6                                                      | 8.                                                     |             |
| 1925/26                                  | Středočeská 1. liga                                    | 1                                                      | 22                                                     | 9                                                      | 5                                                      | 8                                                      | 57                                                     | 42                                                     | +15                                                    | 23                                                     | 6.                                                     |             |
| 1927                                     | Kvalifikační soutěž                                    | 1                                                      | 7                                                      | 3                                                      | 2                                                      | 2                                                      | 14                                                     | 15                                                     | -1                                                     | 8                                                      | 3.                                                     |             |
| 1927/28                                  | Středočeská 1. liga                                    | 1                                                      | 12                                                     | 4                                                      | 2                                                      | 6                                                      | 17                                                     | 26                                                     | -9                                                     | 10                                                     | 4.                                                     |             |
| 1928/29                                  | Středočeská 1. liga                                    | 1                                                      | 12                                                     | 6                                                      | 0                                                      | 6                                                      | 33                                                     | 31                                                     | +2                                                     | 12                                                     | 4.                                                     |             |
| 1929/30                                  | 1. asociační liga                                      | 1                                                      | 14                                                     | 7                                                      | 1                                                      | 6                                                      | 45                                                     | 33                                                     | +12                                                    | 15                                                     | 4.                                                     |             |
| 1930/31                                  | 1. asociační liga                                      | 1                                                      | 14                                                     | 7                                                      | 4                                                      | 3                                                      | 46                                                     | 26                                                     | +20                                                    | 18                                                     | 3.                                                     |             |
| 1931/32                                  | 1. asociační liga                                      | 1                                                      | 16                                                     | 7                                                      | 4                                                      | 5                                                      | 41                                                     | 31                                                     | +10                                                    | 18                                                     | 3.                                                     |             |
| 1932/33                                  | 1. asociační liga                                      | 1                                                      | 18                                                     | 8                                                      | 2                                                      | 8                                                      | 47                                                     | 45                                                     | +2                                                     | 18                                                     | 6.                                                     |             |
| 1933/34                                  | 1. asociační liga                                      | 1                                                      | 18                                                     | 5                                                      | 7                                                      | 6                                                      | 40                                                     | 48                                                     | -8                                                     | 17                                                     | 5.                                                     |             |
| 1934/35                                  | Státní liga                                            | 1                                                      | 22                                                     | 4                                                      | 6                                                      | 12                                                     | 35                                                     | 55                                                     | -20                                                    | 14                                                     | 11.                                                    |             |
| 1935/36                                  | Středočeská divize                                     | 2                                                      | 26                                                     | 18                                                     | 4                                                      | 4                                                      | 98                                                     | 40                                                     | 58                                                     | 40                                                     | 2.                                                     |             |
| 1936/37                                  | Středočeská divize                                     | 2                                                      | 26                                                     | 15                                                     | 3                                                      | 8                                                      | 65                                                     | 51                                                     | +14                                                    | 33                                                     | 4.                                                     |             |
| 1937/38                                  | Středočeská divize                                     | 2                                                      | 26                                                     | 21                                                     | 0                                                      | 5                                                      | 98                                                     | 43                                                     | +55                                                    | 42                                                     | 2.                                                     |             |
| 1938/39                                  | Středočeská divize                                     | 2                                                      | 24                                                     | 21                                                     | 0                                                      | 3                                                      | 101                                                    | 29                                                     | +72                                                    | 42                                                     | 1.                                                     |             |
| Protektorát Čechy a Morava (1939 – 1944) |                                                        |                                                        |                                                        |                                                        |                                                        |                                                        |                                                        |                                                        |                                                        |                                                        |                                                        |             |
| Sezóna                                   | Liga                                                   | Úroveň                                                 | Z                                                      | V                                                      | R                                                      | P                                                      | VG                                                     | OG                                                     | +/-                                                    | B                                                      | Pozice                                                 | Český pohár |
| 1939/40                                  | Středočeská divize                                     | 2                                                      | 26                                                     | 22                                                     | 2                                                      | 2                                                      | 126                                                    | 32                                                     | +94                                                    | 46                                                     | 1.                                                     |             |
| 1940/41                                  | Národní liga                                           | 1                                                      | 22                                                     | 11                                                     | 1                                                      | 10                                                     | 47                                                     | 43                                                     | +4                                                     | 23                                                     | 5.                                                     |             |
| 1941/42                                  | Národní liga                                           | 1                                                      | 22                                                     | 9                                                      | 4                                                      | 9                                                      | 74                                                     | 69                                                     | +5                                                     | 22                                                     | 5.                                                     | Finále      |
| 1942/43                                  | Národní liga                                           | 1                                                      | 22                                                     | 10                                                     | 3                                                      | 9                                                      | 64                                                     | 69                                                     | -5                                                     | 23                                                     | 5.                                                     |             |
| 1943/44                                  | Národní liga                                           | 1                                                      | 26                                                     | 9                                                      | 3                                                      | 14                                                     | 70                                                     | 63                                                     | +7                                                     | 21                                                     | 10.                                                    |             |
| 1944/45                                  | Fotbalová liga se nehrála, stejně tak i nižší soutěže. | Fotbalová liga se nehrála, stejně tak i nižší soutěže. | Fotbalová liga se nehrála, stejně tak i nižší soutěže. | Fotbalová liga se nehrála, stejně tak i nižší soutěže. | Fotbalová liga se nehrála, stejně tak i nižší soutěže. | Fotbalová liga se nehrála, stejně tak i nižší soutěže. | Fotbalová liga se nehrála, stejně tak i nižší soutěže. | Fotbalová liga se nehrála, stejně tak i nižší soutěže. | Fotbalová liga se nehrála, stejně tak i nižší soutěže. | Fotbalová liga se nehrála, stejně tak i nižší soutěže. | Fotbalová liga se nehrála, stejně tak i nižší soutěže. |             |
| Československo (1945 – 1993)             |                                                        |                                                        |                                                        |                                                        |                                                        |                                                        |                                                        |                                                        |                                                        |                                                        |                                                        |             |
| Sezóna                                   | Liga                                                   | Úroveň                                                 | Z                                                      | V                                                      | R                                                      | P                                                      | VG                                                     | OG                                                     | +/-                                                    | B                                                      | Pozice                                                 | Český pohár |
| 1945/46                                  | Státní liga – sk. A                                    | 1                                                      | 18                                                     | 8                                                      | 2                                                      | 8                                                      | 58                                                     | 38                                                     | +20                                                    | 18                                                     | 5.                                                     |             |
| 1946/47                                  | Státní liga                                            | 1                                                      | 26                                                     | 13                                                     | 3                                                      | 10                                                     | 77                                                     | 61                                                     | +16                                                    | 29                                                     | 5.                                                     |             |
| 1947/48                                  | Státní liga                                            | 1                                                      | 20                                                     | 10                                                     | 4                                                      | 6                                                      | 56                                                     | 46                                                     | +10                                                    | 24                                                     | 4.                                                     |             |
| 1948                                     | Státní liga                                            | 1                                                      | 13                                                     | 6                                                      | 5                                                      | 2                                                      | 37                                                     | 24                                                     | +13                                                    | 17                                                     | 4.                                                     |             |
| 1949                                     | Celostátní československé mistrovství                  | 1                                                      | 26                                                     | 14                                                     | 5                                                      | 7                                                      | 80                                                     | 50                                                     | +30                                                    | 33                                                     | 3.                                                     |             |
| 1950                                     | Celostátní československé mistrovství                  | 1                                                      | 26                                                     | 14                                                     | 7                                                      | 5                                                      | 52                                                     | 36                                                     | +16                                                    | 35                                                     | 3.                                                     |             |
| 1951                                     | Mistrovství československé republiky                   | 1                                                      | 26                                                     | 7                                                      | 6                                                      | 13                                                     | 52                                                     | 58                                                     | -6                                                     | 20                                                     | 13.                                                    |             |
| 1952                                     | Krajský přebor – ÚNV Praha                             | 2                                                      | 22                                                     | 17                                                     | 2                                                      | 3                                                      | 117                                                    | 38                                                     | +79                                                    | 36                                                     | 2.                                                     |             |
| 1953                                     | Celostátní československá soutěž – sk. A               | 2                                                      | 11                                                     | 9                                                      | 1                                                      | 1                                                      | 34                                                     | 14                                                     | +20                                                    | 19                                                     | 1.                                                     |             |
| 1954                                     | Přebor československé republiky                        | 1                                                      | 22                                                     | 5                                                      | 4                                                      | 13                                                     | 34                                                     | 54                                                     | -20                                                    | 14                                                     | 12.                                                    |             |
| 1955                                     | Celostátní československá soutěž – sk. A               | 2                                                      | 22                                                     | 18                                                     | 1                                                      | 3                                                      | 78                                                     | 28                                                     | +50                                                    | 37                                                     | 2.                                                     |             |
| 1956                                     | 2. liga – sk. A                                        | 2                                                      | 22                                                     | 9                                                      | 6                                                      | 7                                                      | 51                                                     | 41                                                     | +10                                                    | 24                                                     | 4.                                                     |             |
| 1957/58                                  | 2. liga – sk. A                                        | 2                                                      | 33                                                     | 20                                                     | 9                                                      | 4                                                      | 100                                                    | 37                                                     | +63                                                    | 49                                                     | 1.                                                     |             |
| 1958/59                                  | 1. liga                                                | 1                                                      | 26                                                     | 7                                                      | 9                                                      | 10                                                     | 37                                                     | 42                                                     | -5                                                     | 23                                                     | 9.                                                     |             |
| 1959/60                                  | 1. liga                                                | 1                                                      | 26                                                     | 8                                                      | 10                                                     | 8                                                      | 36                                                     | 29                                                     | +7                                                     | 26                                                     | 7.                                                     |             |
| 1960/61                                  | 1. liga                                                | 1                                                      | 26                                                     | 11                                                     | 5                                                      | 10                                                     | 38                                                     | 38                                                     | 0                                                      | 27                                                     | 7.                                                     |             |
| 1961/62                                  | 1. liga                                                | 1                                                      | 26                                                     | 13                                                     | 3                                                      | 10                                                     | 54                                                     | 47                                                     | +7                                                     | 29                                                     | 4.                                                     | –-          |
| 1962/63                                  | 1. liga                                                | 1                                                      | 26                                                     | 11                                                     | 4                                                      | 11                                                     | 37                                                     | 41                                                     | -4                                                     | 26                                                     | 6.                                                     | –-          |
| 1963/64                                  | 1. liga                                                | 1                                                      | 26                                                     | 11                                                     | 2                                                      | 13                                                     | 34                                                     | 43                                                     | -9                                                     | 24                                                     | 10.                                                    | –-          |
| 1964/65                                  | 1. liga                                                | 1                                                      | 26                                                     | 5                                                      | 7                                                      | 14                                                     | 29                                                     | 48                                                     | -19                                                    | 17                                                     | 13.                                                    | –-          |
| 1965/66                                  | 2. liga – sk. A                                        | 2                                                      | 26                                                     | 18                                                     | 5                                                      | 3                                                      | 58                                                     | 24                                                     | +34                                                    | 41                                                     | 1.                                                     | –-          |
| 1966/67                                  | 1. liga                                                | 1                                                      | 26                                                     | 8                                                      | 4                                                      | 14                                                     | 24                                                     | 52                                                     | -28                                                    | 20                                                     | 11.                                                    | –-          |
| 1967/68                                  | 1. liga                                                | 1                                                      | 26                                                     | 3                                                      | 8                                                      | 15                                                     | 23                                                     | 54                                                     | -31                                                    | 14                                                     | 14.                                                    | –-          |
| 1968/69                                  | 2. liga – sk. A                                        | 2                                                      | 26                                                     | 16                                                     | 6                                                      | 4                                                      | 37                                                     | 19                                                     | +18                                                    | 38                                                     | 1.                                                     | –-          |
| 1969/70                                  | 1. liga                                                | 1                                                      | 30                                                     | 3                                                      | 11                                                     | 16                                                     | 23                                                     | 59                                                     | -36                                                    | 17                                                     | 16.                                                    |             |
| 1970/71                                  | 2. liga                                                | 2                                                      | 30                                                     | 14                                                     | 6                                                      | 10                                                     | 47                                                     | 37                                                     | +10                                                    | 34                                                     | 4.                                                     |             |
| 1971/72                                  | 2. liga                                                | 2                                                      | 30                                                     | 13                                                     | 5                                                      | 12                                                     | 49                                                     | 32                                                     | +17                                                    | 31                                                     | 5.                                                     |             |
| 1972/73                                  | 2. liga                                                | 2                                                      | 30                                                     | 15                                                     | 7                                                      | 8                                                      | 61                                                     | 25                                                     | +36                                                    | 37                                                     | 2.                                                     |             |
| 1973/74                                  | 1. liga                                                | 1                                                      | 30                                                     | 10                                                     | 8                                                      | 12                                                     | 43                                                     | 42                                                     | +1                                                     | 28                                                     | 12.                                                    |             |
| 1974/75                                  | 1. liga                                                | 1                                                      | 30                                                     | 15                                                     | 6                                                      | 9                                                      | 46                                                     | 31                                                     | +15                                                    | 36                                                     | 3.                                                     |             |
| 1975/76                                  | 1. liga                                                | 1                                                      | 30                                                     | 10                                                     | 10                                                     | 10                                                     | 35                                                     | 31                                                     | +4                                                     | 30                                                     | 9.                                                     |             |
| 1976/77                                  | 1. liga                                                | 1                                                      | 30                                                     | 8                                                      | 13                                                     | 9                                                      | 32                                                     | 34                                                     | -2                                                     | 29                                                     | 9.                                                     |             |
| 1977/78                                  | 1. liga                                                | 1                                                      | 30                                                     | 12                                                     | 8                                                      | 10                                                     | 36                                                     | 36                                                     | 0                                                      | 32                                                     | 6.                                                     |             |
| 1978/79                                  | 1. liga                                                | 1                                                      | 30                                                     | 12                                                     | 8                                                      | 10                                                     | 44                                                     | 41                                                     | +3                                                     | 32                                                     | 4.                                                     |             |
| 1979/80                                  | 1. liga                                                | 1                                                      | 30                                                     | 13                                                     | 8                                                      | 9                                                      | 35                                                     | 35                                                     | 0                                                      | 34                                                     | 3.                                                     | Finále      |
| 1980/81                                  | 1. liga                                                | 1                                                      | 30                                                     | 16                                                     | 4                                                      | 10                                                     | 54                                                     | 30                                                     | +24                                                    | 36                                                     | 3.                                                     | Finále      |
| 1981/82                                  | 1. liga                                                | 1                                                      | 30                                                     | 15                                                     | 8                                                      | 7                                                      | 41                                                     | 22                                                     | +19                                                    | 38                                                     | 3.                                                     | Vítěz       |
| 1982/83                                  | 1. liga                                                | 1                                                      | 30                                                     | 18                                                     | 6                                                      | 6                                                      | 69                                                     | 31                                                     | +38                                                    | 42                                                     | 1.                                                     | Finále      |
| 1983/84                                  | 1. liga                                                | 1                                                      | 30                                                     | 16                                                     | 8                                                      | 6                                                      | 48                                                     | 26                                                     | +22                                                    | 40                                                     | 3.                                                     |             |
| 1984/85                                  | 1. liga                                                | 1                                                      | 30                                                     | 17                                                     | 9                                                      | 4                                                      | 58                                                     | 26                                                     | +32                                                    | 43                                                     | 2.                                                     |             |
| 1985/86                                  | 1. liga                                                | 1                                                      | 30                                                     | 12                                                     | 10                                                     | 8                                                      | 52                                                     | 37                                                     | +15                                                    | 34                                                     | 5.                                                     |             |
| 1986/87                                  | 1. liga                                                | 1                                                      | 30                                                     | 13                                                     | 9                                                      | 8                                                      | 50                                                     | 42                                                     | +8                                                     | 35                                                     | 3.                                                     |             |
| 1987/88                                  | 1. liga                                                | 1                                                      | 30                                                     | 13                                                     | 3                                                      | 14                                                     | 41                                                     | 54                                                     | -13                                                    | 19                                                     | 12.                                                    | Semifinále  |
| 1988/89                                  | 1. liga                                                | 1                                                      | 30                                                     | 10                                                     | 4                                                      | 16                                                     | 41                                                     | 58                                                     | -17                                                    | 24                                                     | 14.                                                    |             |
| 1989/90                                  | 1. liga                                                | 1                                                      | 30                                                     | 14                                                     | 7                                                      | 9                                                      | 43                                                     | 31                                                     | +12                                                    | 35                                                     | 4.                                                     |             |
| 1990/91                                  | 1. liga                                                | 1                                                      | 30                                                     | 10                                                     | 7                                                      | 13                                                     | 35                                                     | 50                                                     | -15                                                    | 27                                                     | 13.                                                    |             |
| 1991/92                                  | 1. liga                                                | 1                                                      | 30                                                     | 10                                                     | 7                                                      | 13                                                     | 38                                                     | 43                                                     | -6                                                     | 27                                                     | 8.                                                     | Semifinále  |
| 1992/93                                  | 1. liga                                                | 1                                                      | 30                                                     | 5                                                      | 9                                                      | 16                                                     | 23                                                     | 53                                                     | -30                                                    | 19                                                     | 15.                                                    |             |
| Česko (1993 – )                          |                                                        |                                                        |                                                        |                                                        |                                                        |                                                        |                                                        |                                                        |                                                        |                                                        |                                                        |             |
| Sezóna                                   | Liga                                                   | Úroveň                                                 | Z                                                      | V                                                      | R                                                      | P                                                      | VG                                                     | OG                                                     | +/-                                                    | B                                                      | Pozice                                                 | Český pohár |
| 1993/94                                  | 1. liga                                                | 1                                                      | 30                                                     | 8                                                      | 7                                                      | 15                                                     | 29                                                     | 54                                                     | -25                                                    | 23                                                     | 14.                                                    | 4. kolo     |
| 1994/95                                  | 1. liga                                                | 1                                                      | 30                                                     | 6                                                      | 5                                                      | 19                                                     | 35                                                     | 62                                                     | -27                                                    | 23                                                     | 15.                                                    | 4. kolo     |
| 1995/96                                  | 2. liga                                                | 2                                                      | 30                                                     | 13                                                     | 9                                                      | 8                                                      | 47                                                     | 31                                                     | +16                                                    | 48                                                     | 4.                                                     | 3. kolo     |
| 1996/97                                  | 1. liga                                                | 1                                                      | 30                                                     | 4                                                      | 7                                                      | 19                                                     | 22                                                     | 53                                                     | -31                                                    | 19                                                     | 16.                                                    | 3. kolo     |
| 1997/98                                  | 2. liga                                                | 2                                                      | 29                                                     | 16                                                     | 8                                                      | 5                                                      | 51                                                     | 22                                                     | +29                                                    | 56                                                     | 3.                                                     | 3. kolo     |
| 1998/99                                  | 2. liga                                                | 2                                                      | 30                                                     | 23                                                     | 4                                                      | 3                                                      | 62                                                     | 12                                                     | +50                                                    | 73                                                     | 1.                                                     | 2. kolo     |
| 1999/00                                  | Gambrinus liga                                         | 1                                                      | 30                                                     | 10                                                     | 10                                                     | 10                                                     | 24                                                     | 28                                                     | -4                                                     | 40                                                     | 7.                                                     | 3. kolo     |
| 2000/01                                  | Gambrinus liga                                         | 1                                                      | 30                                                     | 10                                                     | 10                                                     | 10                                                     | 33                                                     | 34                                                     | -1                                                     | 40                                                     | 9.                                                     | 4. kolo     |
| 2001/02                                  | Gambrinus liga                                         | 1                                                      | 30                                                     | 14                                                     | 6                                                      | 10                                                     | 40                                                     | 35                                                     | +5                                                     | 48                                                     | 4.                                                     | 4. kolo     |
| 2002/03                                  | Gambrinus liga                                         | 1                                                      | 30                                                     | 5                                                      | 9                                                      | 16                                                     | 34                                                     | 56                                                     | -22                                                    | 24                                                     | 15.                                                    | 3. kolo     |
| 2003/04                                  | 2. liga                                                | 2                                                      | 29                                                     | 13                                                     | 12                                                     | 5                                                      | 37                                                     | 21                                                     | +16                                                    | 51                                                     | 3.                                                     | 3. kolo     |
| 2004/05                                  | 2. liga                                                | 2                                                      | 15                                                     | 3                                                      | 6                                                      | 6                                                      | 15                                                     | 24                                                     | -9                                                     | 9                                                      | 16.                                                    | 1. kolo     |
| 2005/06                                  | Česká fotbalová liga                                   | 3                                                      | 34                                                     | 16                                                     | 12                                                     | 6                                                      | 58                                                     | 32                                                     | +26                                                    | 60                                                     | 4.                                                     | 1. kolo     |
| 2006/07                                  | 2. liga                                                | 2                                                      | 30                                                     | 18                                                     | 6                                                      | 6                                                      | 47                                                     | 21                                                     | +26                                                    | 60                                                     | 2.                                                     | 2. kolo     |
| 2007/08                                  | Gambrinus liga                                         | 1                                                      | 30                                                     | 5                                                      | 11                                                     | 14                                                     | 24                                                     | 40                                                     | -16                                                    | 26                                                     | 15.                                                    | 4. kolo     |
| 2008/09                                  | 2. liga                                                | 2                                                      | 30                                                     | 18                                                     | 9                                                      | 3                                                      | 36                                                     | 14                                                     | +22                                                    | 63                                                     | 1.                                                     | 2. kolo     |
| 2009/10                                  | Gambrinus liga                                         | 1                                                      | 30                                                     | 8                                                      | 10                                                     | 12                                                     | 21                                                     | 29                                                     | -8                                                     | 34                                                     | 12.                                                    | 4. kolo     |
| 2010/11                                  | Gambrinus liga                                         | 1                                                      | 30                                                     | 12                                                     | 7                                                      | 11                                                     | 33                                                     | 33                                                     | 0                                                      | 43                                                     | 6.                                                     | 2. kolo     |
| 2011/12                                  | Gambrinus liga                                         | 1                                                      | 30                                                     | 6                                                      | 6                                                      | 18                                                     | 20                                                     | 54                                                     | -34                                                    | 24                                                     | 15.                                                    | 3. kolo     |
| 2012/13                                  | Fotbalová národní liga                                 | 2                                                      | 30                                                     | 16                                                     | 8                                                      | 6                                                      | 50                                                     | 25                                                     | +25                                                    | 56                                                     | 2.                                                     | 2. kolo     |
| 2013/14                                  | Gambrinus liga                                         | 1                                                      | 30                                                     | 7                                                      | 9                                                      | 14                                                     | 26                                                     | 40                                                     | -14                                                    | 30                                                     | 14.                                                    | 2. kolo     |
| 2014/15                                  | Synot liga                                             | 1                                                      | 30                                                     | 10                                                     | 8                                                      | 12                                                     | 35                                                     | 41                                                     | -6                                                     | 38                                                     | 8.                                                     | 4. kolo     |
| 2015/16                                  | Synot liga                                             | 1                                                      | 30                                                     | 8                                                      | 13                                                     | 9                                                      | 35                                                     | 37                                                     | -2                                                     | 37                                                     | 9.                                                     | 3. kolo     |
| 2016/17                                  | ePojisteni.cz liga                                     | 1                                                      | 30                                                     | 7                                                      | 7                                                      | 16                                                     | 22                                                     | 39                                                     | −17                                                    | 28                                                     | 13.                                                    | Čtvrtfinále |
| 2017/18                                  | HET liga                                               | 1                                                      | 30                                                     | 9                                                      | 11                                                     | 10                                                     | 30                                                     | 29                                                     | +1                                                     | 38                                                     | 7.                                                     | 3. kolo     |
| 2018/19                                  | Fortuna:Liga                                           | 1                                                      | 35                                                     | 9                                                      | 13                                                     | 13                                                     | 33                                                     | 43                                                     | -10                                                    | 40                                                     | 13.                                                    | Semifinále  |
| 2019/20                                  | Fortuna:Liga                                           | 1                                                      | 30                                                     | 12                                                     | 6                                                      | 12                                                     | 38                                                     | 41                                                     | -3                                                     | 42                                                     | 8.                                                     | 3. kolo     |
| 2020/21                                  | Fortuna:Liga                                           | 1                                                      | 34                                                     | 10                                                     | 13                                                     | 11                                                     | 40                                                     | 37                                                     | +3                                                     | 43                                                     | 10.                                                    | Osmifinále  |
| 2021/22                                  | Fortuna:Liga                                           | 1                                                      | 35                                                     | 8                                                      | 10                                                     | 17                                                     | 45                                                     | 61                                                     | -16                                                    | 34                                                     | 14.                                                    | Čtvrtfinále |
| 2022/23                                  | Fortuna:Liga                                           | 1                                                      | 35                                                     | 15                                                     | 7                                                      | 13                                                     | 56                                                     | 58                                                     | -2                                                     | 52                                                     | 4.                                                     | Semifinále  |
| 2023/24                                  | Fortuna:Liga                                           | 1                                                      | 35                                                     | 9                                                      | 12                                                     | 14                                                     | 34                                                     | 48                                                     | -14                                                    | 39                                                     | 13.                                                    | Osmifinále  |
| 2024/25                                  | Chance Liga                                            | 1                                                      |                                                        |                                                        |                                                        |                                                        |                                                        |                                                        |                                                        | '                                                      | .                                                      |             |

Poznámky:
- 2019/20: Klub se v této sezóně zúčastnil play-off o evropské poháry. V play-off se postupně utkal s 1. FC Slovácko a FK Mladá Boleslav. Celkově klub skončil na 8. místě.

## Účast v evropských pohárech
Legenda: SEP – Středoevropský pohár, VP – Veletržní pohár, PMEZ – Pohár mistrů evropských zemí, PVP – Pohár vítězů pohárů, LM – Liga mistrů UEFA, UEFA – Pohár UEFA, EL – Evropská liga UEFA, SP – Superpohár UEFA, PI – Pohár Intertoto, IP – Interkontinentální pohár, MS – Mistrovství světa ve fotbale klubů
- UEFA 1975/1976 – 1. kolo
- UEFA 1979/1980 – 1. kolo
- UEFA 1980/1981 – 2. kolo
- UEFA 1981/1982 – 1. kolo
- UEFA 1982/1983 – Semifinále
- PMEZ 1983/1984 – 2. kolo
- UEFA 1984/1985 – 3. kolo
- UEFA 1985/1986 – 2. kolo
- UEFA 1987/1988 – 1. kolo
- Evropská konferenční liga UEFA 2023/2024 – 2. předkolo

## Slavné postavy klubu

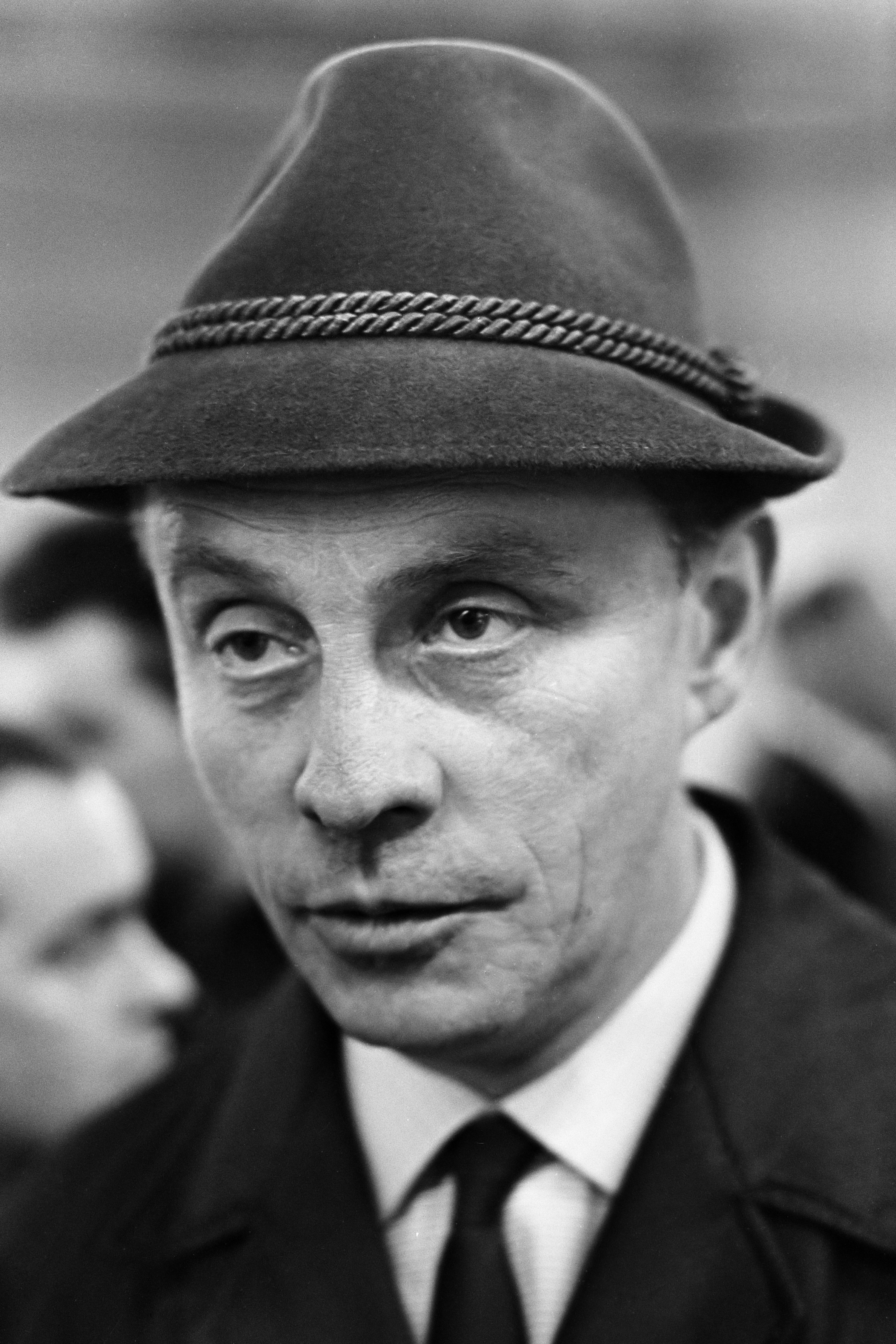
Bohumil Musil

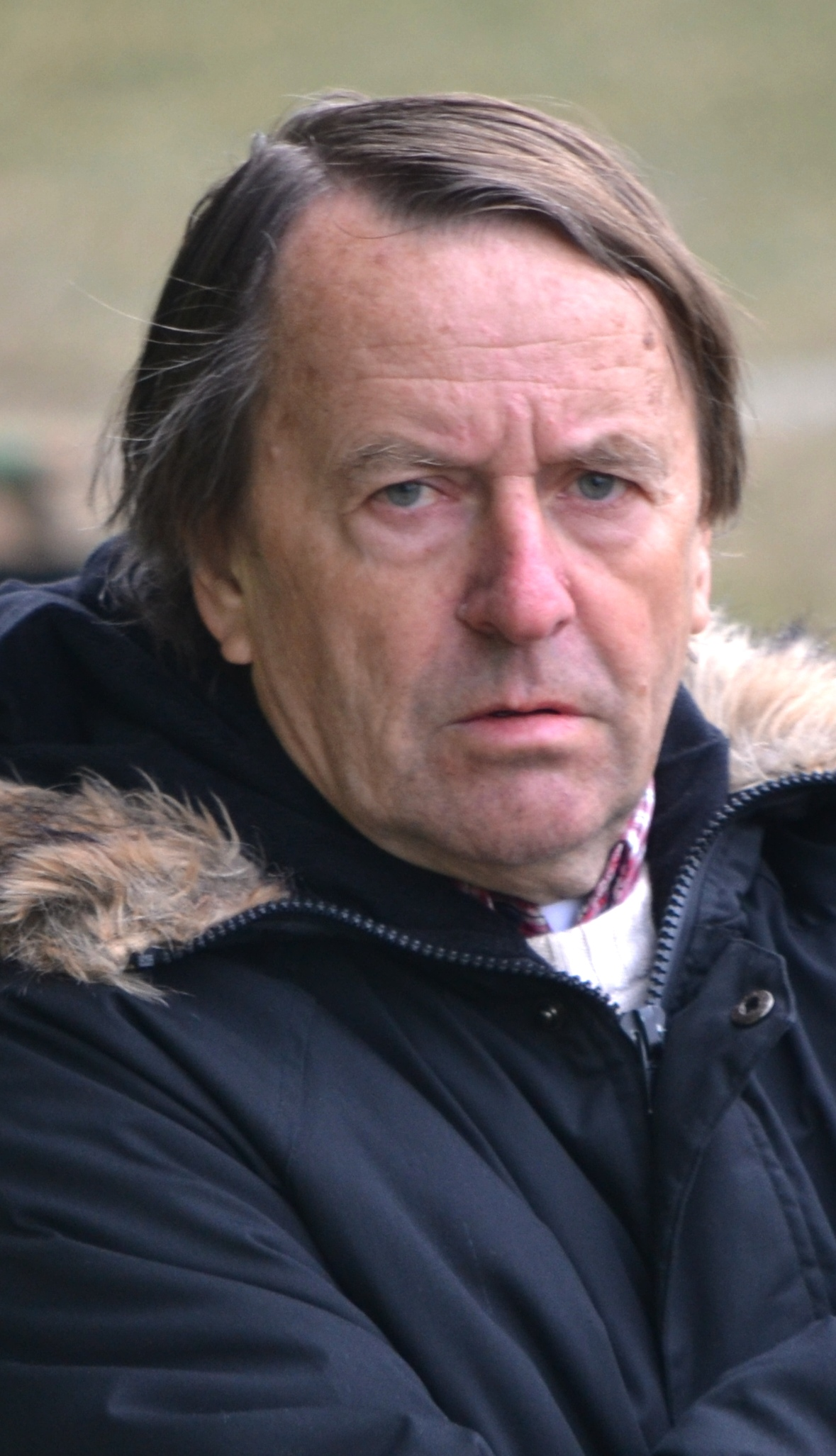
Přemysl Bičovský

- Václav Hallinger (1898–1936) – autor první ligové branky za AFK Vršovice (Asociační liga 1925, 22.3.1925) na původním Dolíčku) a častý střelec 20. let 20. století
- Karel (Káša) Bejbl (1906–1962) – technický útočník, odchovanec, nejpopulárnější borec zelenobílých v letech 1. republiky. 5× klubovým králem střelců (rekord s Panenkou a Chaloupkou). 5 gólů v jednom zápase v ročníku 1930/31 (rekord spolu s Kopsou)
- Gejza Kocsis (1910–1958) – útočník, král ligových střelců v sezóně 1932/33
- Ladislav Kareš (1919–2001) – útočník, držitel rekordu Bohemians v počtu branek za jednu sezónu: 24 v sezóně 1943/44
- Ferdinand Plánický (1920–2001) – člen klubu ligových kanonýrů, všech 100 gólů vstřelil v dresu Bohemians (klubový rekord)
- Václav Jíra (1921–1992) – střední záložník a trenér Bohemians, místopředseda UEFA, předseda Čs. fotbalového svazu
- Jiří Rubáš (1922–2005) – útočník, později obránce (i reprezentační) a 14 let trenér Bohemians
- Bohumil Musil (1922–1999) – v roce 1972 převzal ve druhé lize Bohemians a dovedl mužstvo do první ligy. Jeho práce je základem úspěchů v 80. letech, první účast v Bohemians v Poháru UEFA
- Jiří Pešek (1927–2011) – levé křídlo, ze 151 ligových gólů 77 za Bohemians
- Zdeněk Kopsa (1931–2015) – 5 gólů v jednom zápase v sezóně 1961/62 (rekord spolu s Bejblem)
- Tomáš Pospíchal (1936–2003) – trenér zlaté éry Bohemians
- František Kozinka (* 1945) – brankář Bohemians 1969–1976, v letech 1974–1976 462 minut bez gólu (rekord Bohemians)
- Karol Dobiaš (* 1947) – populární slovenský obránce hrál za Bohemians v letech 1977–1980
- Antonín Panenka (* 1948) – nejslavnější „klokan“ historie, autor vršovického dloubáku z finále ME 1976 v Bělehradu, jediný fotbalista roku (1980) za Bohemians, po Masopustovi a Kvašňákovi třetí člen síně slávy českého fotbalu. 5× klubovým králem střelců (rekord s Bejblem a Chaloupkou). Medaile Za zásluhy I. stupně (2008) udělena prezidentem Klausem
- Přemysl Bičovský (* 1950) – středový hráč, v Bohemce v letech 1977–1983, mistr ze sezóny 1982/83, semifinalista Poháru UEFA ze sezóny 1982/83
- Jiří Sloup (1953–2017) – záložník, mistr ze sezóny 1982/83, semifinalista Poháru UEFA ze sezóny 1982/83
- Zdeněk Prokeš (* 1953) – 292 ligových startů (klubový rekord, ale za více klubů), mistr ze sezóny 1982/83, semifinalista Poháru UEFA ze sezóny 1982/83.
- Vlastimil Petržela (* 1953) – trenér Bohemians 1996–2002
- Jaroslav Němec (* 1954) – útočník Bohemians v letech 1978–1984, mistr ze sezóny 1982/83, semifinalista Poháru UEFA ze sezóny 1982/83
- Vladimír Borovička (* 1954) – brankář Bohemians 1976–1986, mistr ze sezóny 1982/83, semifinalista Poháru UEFA ze sezóny 1982/83
- Zdeněk Hruška (* 1954) – brankář Bohemians 1976–1985, mistr ze sezóny 1982/83, semifinalista Poháru UEFA ze sezóny 1982/83, po skončení kariéry asistent a trenér Bohemky
- František Jakubec (1956–2016) – obránce, 260 zápasů za Bohemians (rekord klubu?), mistr ze sezóny 1982/83, semifinalista Poháru UEFA ze sezóny 1982/83
- Jiří Ondra (* 1957) – obránce Bohemians 1980–1986, mistr ze sezóny 1982/83, semifinalista Poháru UEFA ze sezóny 1982/83
- Petr Janečka (* 1957) – populární útočník Bohemky v letech 1983–1987
- Stanislav Levý (* 1958) – obránce, který skoro celou kariéru (1979–1988) strávil v Bohemians, mistr ze sezóny 1982/83, semifinalista Poháru UEFA ze sezóny 1982/83
- Peter Zelenský (* 1958) – záložník Bohemians (1982–1988), známý svým hlasitým dirigováním hry, mistr ze sezóny 1982/83, semifinalista Poháru UEFA ze sezóny 1982/83
- Pavel Chaloupka (* 1959) – asi nejlepší hráč Bohemians v historii, za zelenobílé odehrál v letech 1980–1988 317 ligových utkání a vstřelil v nich 77 gólů, 5× klubovým králem střelců (rekord s Bejblem a Panenkou), král ligových střelců v roce 1983 v (za Bohemku po Kocsisovi druhý), mistr ze sezóny 1982/83, semifinalista Poháru UEFA ze sezóny 1982/83
- Lukáš Přibyl (1979–2012) – oblíbený ředitel Bohemians, je po něm pojmenována Cena Lukáše Přibyla, kterou FAČR uděluje klubu, který za uplynulý rok nejlépe pracoval se svými fanoušky
- Josef Jindřišek (* 1981) – dlouholetý hráč a kapitán Bohemians, klubová legenda, ve 42 letech nastoupil ke svému prvnímu zápasu v evropských pohárech, který Bohemians hráli po 36 letech

### Klub ligových kanonýrů
Do prestižního Klubu ligových kanonýrů se zapsalo deset hráčů Bohemky:
- 1. (69.) Ferdinand Plánický, autor 100 ligových branek, z nichž v dresu Bohemians vstřelil všech 100
- 2. (14.) Ladislav Kareš, autor 163 ligových branek, z nichž v dresu Bohemians vstřelil 86
- 3. (18.) Jiří Pešek, autor 151 ligových branek, z nichž v dresu Bohemians vstřelil 77
- 4. (24.) Antonín Panenka, autor 139 ligových branek, z nichž v dresu Bohemians vstřelil 76
- 5. (61.) Tibor Mičinec, autor 105 ligových branek, z nichž v dresu Bohemians vstřelil 53
- 6. (51.) Petr Janečka, autor 109 ligových branek, z nichž v dresu Bohemians vstřelil 42
- 7. (29.) Přemysl Bičovský, autor 130 ligových branek, z nichž v dresu Bohemians vstřelil 30
- 8. (47.) Jan Melka, autor 114 ligových branek, z nichž v dresu Bohemians vstřelil 18
- 9. (57.) Stanislav Vlček, autor 106 ligových branek, z nichž v dresu Bohemians vstřelil 6
- 10. (35.) Josef Silný, autor 127 ligových branek, z nichž v dresu Bohemians vstřelil 5

### Legendy Bohemians

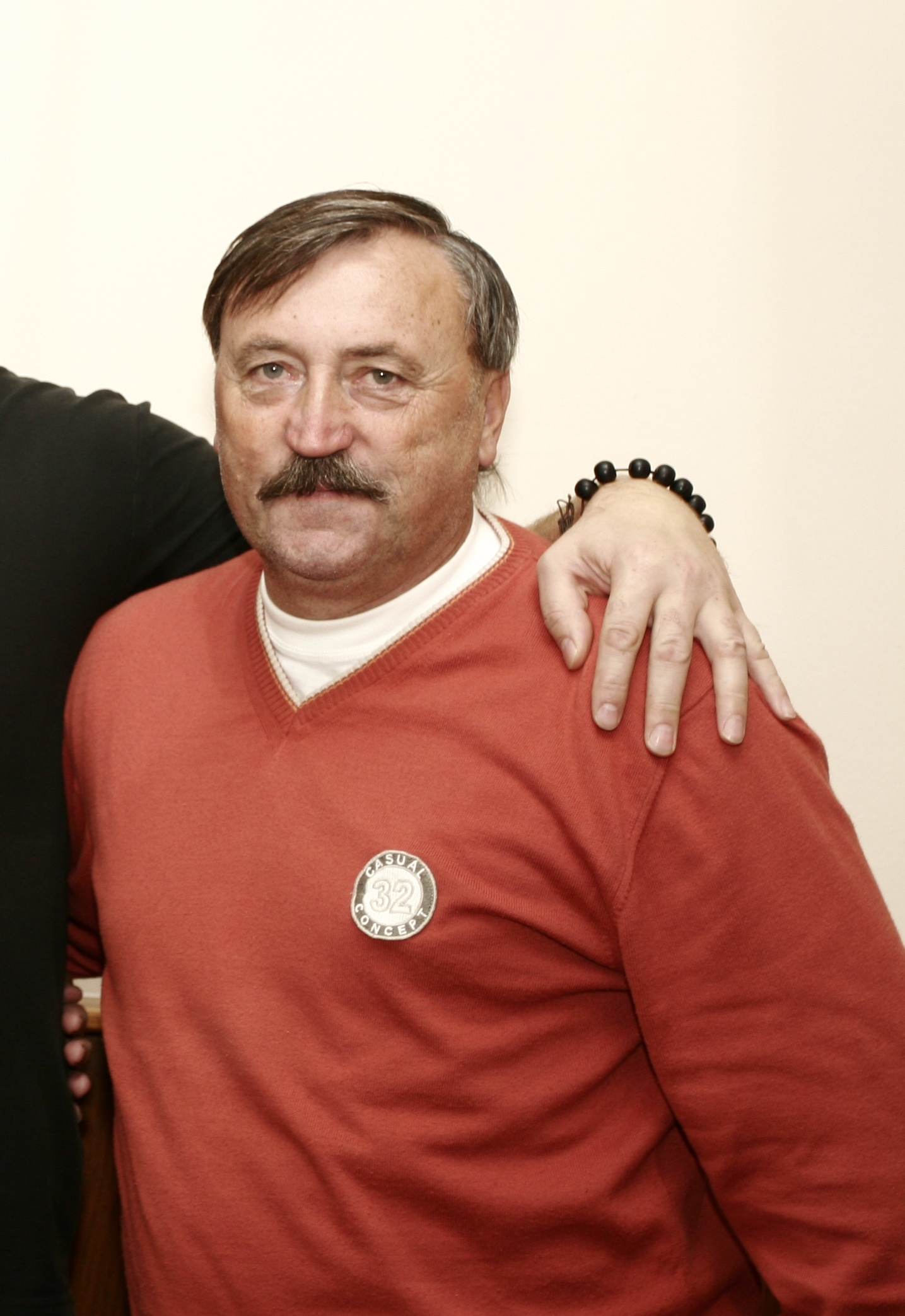
Antonín Panenka

Na podzim 2005, příležitosti 100. výročí založení klubu vzniklo společenství Legendy Bohemians (též síň slávy). Symbolicky první legendou se stal Antonín Panenka.
1. Antonín Panenka, 2. Jaroslav Kamenický, 3. Karol Dobiaš, 4. Dalibor Slezák, 5. Tomáš Pospíchal, 6. Jiří Rubáš, 7. Přemysl Bičovský, 8. Milan Čermák, 9. Karel Bejbl, 10. Stanislav Levý, 11. Pavel Chaloupka, 12. Václav Jíra, 13. Jiří Pešek, 14. Peter Zelenský, 15. Josef Píša, 16. František Knebort, 17. František Jakubec, 18. Václav Janovský, 19. Zdeněk Svoboda, 20. Miroslav Bičík, 21. Jan Kalous, 22. Zdeněk Prokeš, 23. Jaroslav Němec, 24. Miroslav Valent, 25. Jiří Sloup, 26. Štefan Ivančík, 27. František Mottl, 28. Jiří Ondra, 29. Petr Packert, 30. Jiří Žďárský, 31. František Krejčí, 32. Tibor Mičinec, 33. Josef Vedral, 34. Jan Jarkovský, 35. František Hochmann, 36. Miroslav Pohuněk, 37. Fanoušci Bohemians, 38. Petr Janečka, 39. Zdeněk Koukal, 40. Josef Vejvoda, 41. Vladimír Kos, 42. Jaroslav Marčík, 43. Zdeněk Hruška, 44. Miroslav Příložný, 45. Ladislav Müller, 46. Zdeněk Danner, 47. Marek Nikl, 48. Lukáš Přibyl, 49. Václav Jež, 50. Výprava AFK Bohemians 1927

## Trenéři
Zdroj:
- Jaroslav Veselý (od 03/2022)

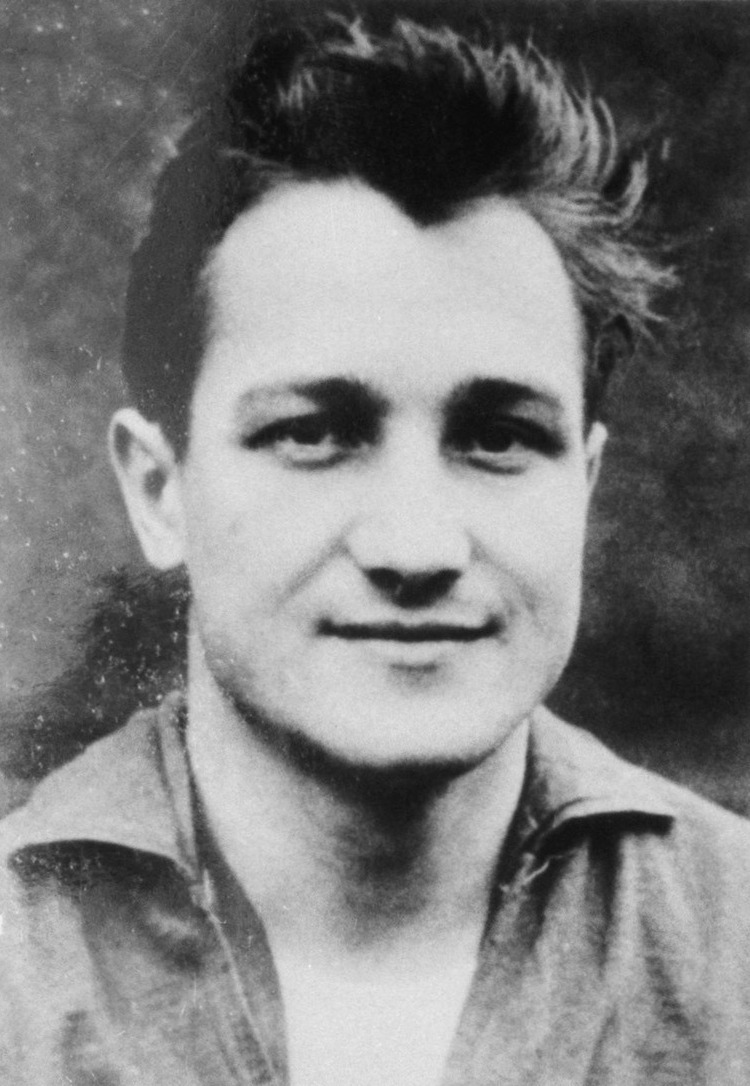
Tomáš Pospíchal

- Luděk Klusáček (10/2019 – 03/2022)
- Martin Hašek (04/2017 – 10/2019)
- Miroslav Koubek (05/2016 – 04/2017)
- Roman Pivarník (06/2014 – 05/2016), 60z (18–21–21)
- Luděk Klusáček (03/2014 – 06/2014), 11z (4–4–3)
- Jozef Weber (03/2012 – 03/2014), 30z (4–7–19)
- Pavel Medynský (06/2011 – 03/2012), 19z (5–4–10)
- Pavel Hoftych (06/2008 – 05/2011), 59z (19–17–23)
- Michal Zach (04/2008 – 06/2008), 6z (2–2–2)
- Václav Hradecký (2007–2008), 24z (3–9–12)
- Zbyněk Busta (2005–2007)
- Dušan Uhrin mladší (2002–2003) 26z (5–9–11)
- Vladimír Borovička (04/2002 – 05/2002) 3z (1–0–2)
- Vlastimil Petržela (11/1996 – 04/2002) 105z (34–31–39)
- Vladimír Borovička (10/1996), 2z (0–0–2)
- Miloš Beznoska, Antonín Panenka (10/1996), 1z (0–0–1)
- Josef Hloušek (1995 – 10/1996)
- Dalibor Lacina (05/1995 – 06/1995), 5z (1–0–4)
- Svatopluk Bouška, (03/1995 – 05/1995), 8z (1–2–5)
- Dalibor Lacina (03/1995), 1z (0–0–1)
- František Barát (1994 – 02/1995), 16z (3–3–10)
- Mário Buzek (03/1994 – 06/1994) 16z (3–5–8)
- Petr Packert (1993 – 03/1994), 28z (8–6–14)
- Jiří Lopata (1992–1993), 16z (2–5–9)
- Josef Hloušek, Jozef Adamec (1991–1992) 11z (5–2–4)
- Ladislav Ledecký (02/1989 – ?/1990
- Josef Zadina (07/1988 – 12/1988) 45z (20–8–17)
- Dušan Uhrin starší (07/1987 – 06/1988) 30z (13–3–14)
- Tomáš Pospíchal (07/1977 – 05/1987) 252z (123–64–65)
- Bohumil Musil (1972–1977)

## Tramvajová zastávka
Od 1. září 2012 byla tramvajová zastávka před stadionem Ďolíček přejmenována z: Oblouková na: Bohemians. Starosta městské části Prahy 10 Milan Richter zdůvodnil přejmenování, které musel nejprve schválit pražský magistrát, takto: „Bohemians jsou neodmyslitelnou součástí Prahy 10. Navíc se svými úspěchy a fotbalovými legendami nesmazatelně zapsali nejen do fotbalové historie, ale i společenského života. Je to takový malý dárek k osmdesátým narozeninám Ďolíčku“.